# Mads Roerslev
Mads Roerslev, né le 24 juin 1999 à Copenhague au Danemark, est un footballeur international danois qui évolue au poste d'arrière droit au Brentford FC.

## Biographie

### Débuts professionnels
Né à Copenhague au Danemark, Mads Roerslev est formé par l'un des clubs de la capitale danoise, le FC Copenhague. C'est avec ce club qu'il débute en professionnel, lors d'un match de Coupe du Danemark face au Jammerbugt FC, le 26 octobre 2016. Ce jour-là, il entre en jeu et participe à la victoire de son équipe en inscrivant également son premier but (1-6).
Prêté à l'Halmstads BK, Mads Roerslev est contraint de retourner dans son club formateur à la suite de soucis administratifs concernant son transfert dans le club suédois. Le 17 mai 2017 Roerslev fait ses débuts en Superligaen face au FC Midtjylland, en entrant en jeu en cours de partie. Son équipe est battue par trois buts à deux. Ce même jour il prolonge son contrat avec le FC Copenhague. En participant à cette saison 2016-2017 il est sacré champion du Danemark avec son club formateur.
Roerslev est prêté pour la deuxième partie de saison 2018-2019 au Vendsyssel FF, où il fait six apparitions.

### Brentford
Mads Roerslev s'engage en faveur du Brentford FC le 7 août 2019, où il évolue dans un premier temps avec l'équipe B. Il joue son premier match avec l'équipe première le 27 novembre 2019, lors d'une rencontre de Championship face à Blackburn Rovers. Il entre en jeu à la place de Rico Henry et son équipe s'incline par un but à zéro ce jour-là.
Le 6 mars 2020 Roerslev prolonge son contrat avec Brentford en signant un contrat de quatre ans, soit jusqu'en juin 2024.
Lors de la saison 2020-2021 il participe à la montée du club en Premier League, Brentford retrouvant l'élite du football anglais 74 ans après l'avoir quittée,.
Le 2 janvier 2022, Roerslev inscrit son premier but pour Brentford, lors d'une rencontre de Premier League face à Aston Villa. Titulaire, il délivre une passe décisive pour Yoane Wissa sur le but égalisateur de son équipe, avant de donner la victoire aux siens à la 83e minute de jeu (2-1 score final),.
Au début de la saison 2022-2023, Roerslev n'est que le troisième choix dans la hiérarchie des arrières droit, avec l'arrivée d'Aaron Hickey au mercato d'été et la présence de Kristoffer Ajer pouvant jouer à droite, mais les blessures de ces deux joueurs permettent à Roerlsev de gagner en temps de jeu et d'obtenir une place de titulaire pendant une partie de la saison. Il prolonge d'ailleurs son contrat avec Brentford le 15 février 2023, étant désormais lié au club jusqu'en juin 2026.

### VfL Wolfsburg
Le 27 janvier 2025, lors du mercato hivernal, Mads Roerslev rejoint l'Allemagne en signant au VfL Wolfsburg sous la forme d'un prêt jusqu'à la fin de la saison. Il retrouve trois autres joueurs danois chez les loups avec Jonas Wind, Joakim Mæhle et Andreas Skov Olsen.

### En sélection
Il est sélectionné avec l'équipe du Danemark des moins de 17 ans pour participer au championnat d'Europe des moins de 17 ans en 2016. Il joue les trois matchs de son équipe en tant que titulaire et se distingue le 12 mai face à l'Angleterre, en délivrant une passe décisive pour Jens Odgaard mais son équipe s'incline ce jour-là. Les jeunes danois ne parviennent pas à sortir de la phase de poule, terminant troisième de leur groupe lors de ce tournoi.
Roerslev compte un total de cinq sélections avec l'équipe du Danemark des moins de 20 ans, obtenues entre 2018 et 2019.
Le 16 janvier 2019, Mads Roerslev joue son premier match avec l'équipe du Danemark espoirs, face au Mexique. Cette rencontre est remportée un but à zéro par le Danemark.

## Palmarès
FC Copenhague
- Champion du Danemark en 2016-2017.